# Mizoram
Mizoram er en delstat i Indien. Hovedstaden er Aizawl. Mizoram har et areal på 21.087 km² og ca. 0,89 millioner indbyggere (2001). Hovedsprogene er mizo og engelsk. Mizoram er en af tre indiske delstater med et flertal af kristne, de andre er Nagaland og Meghalaya.
Mizoram grænser mod de indiske delstater Tripura (nordvest), Assam og Manipur (nord), og mod Bangladesh mod vest og Burma mod øst.

## Historie
Området, som i dag kaldes Mizoram, havde frem til 1890 ingen central administration. Folket boede i cirka 300 byer, som alle styredes selvstændigt af en høvding for hver by. Mellem 1850 og 1890 annekterede briterne området og indlemmede det i den indiske koloni under navnet Lushai Hills (Lushai er en engelsk fejlstavning på stammenavnet Lusei, som folket i området da kaldte sig). Administrativt lå den nordlige del af området under Assam og den sydlige del under Bengalen. I 1898 blev områderne slået sammen og omdøbt til Lushai Hills Districted og administreret under Assam. I 1972 blev Lushai Hills et unionsterritorium, hvilket det var frem til 1987, da regionen blev Indiens 23. delstat og antog navnet Mizoram.
Mizoram ligger indeklemt mellem Bangladesh i vest og Myanmar (Burma) i syd og øst. De indiske delstater Manipur, Assam og Tripura udgør tilsammen Indiens grænse mod nord. Selve ordet Mizoram betyder ”Mizos land” og Mizo er et generelt navn for alle stammer i Indien, som tilhører "Kuki-chins" etniske familie, og som har et ensartet sprog og kultur. Nøjagtigt hvilke stammer, som kan betegnes som Mizos, er dog ikke klart defineret af nogen part i Indien, der findes også stammer i Burma med samme baggrund, sprog og traditioner som de, der lever i Mizoram. Også andre delstater i Indien, som grænser til Mizoram, har stammebefolkninger med lignende oprindelse og traditioner.

### Kristendommens indførelse
Den 11. januar 1894 regnes som den dag, da kristendommen kom til det, som i dag er Mizoram. Den dag kom de to walesiske missionærer Fredrick William Savage og James Herbert Lorrain til den by, som i dag er hovedstaden, Aizawl, for at prædike om Jesus Kristus for Lushai, hvilket var det britiske navn på folket i området. På denne tid fandtes der intet skriftsprog, som var i brug hos folket. At indføre et skriftsprog blev dermed et af de første skridt for missionærerne. Årsagen til dette var for at kunne sprede sit budskab i form af bibelstudier og informationsblade. De indførte det latinske alfabet med en grov fonetisk grund for stavningen. I løbet af tre måneder blev den første skole åbnet, med to elever. 40 år senere havde området Indiens højeste læse- og skrivekundskab. De to engelske missionærer forblev i 4 år og afløstes derefter af missionærer fra Wales. Efter cirka 50 år var så godt som alle Mizos kristne.
I dag tilhører de førende samfund i Mizoram presbyterianerne, baptisterne, den romersk-katolske kirke eller Frelsens Hær.

## Etnologi
Mizostammerne og deres historie er i vid udstrækning baserede på legender og traditioner. Den historiske udvikling af disse stammer er vanskelig at kortlægge. Der findes dog mange traditionelle historier, sange og fabler, som giver et lille indblik i stammernes migration og historie. Der findes en relativt udbredt opfattelse blandt historikere, forskere og også Mizos selv om, at deres forfædre udvandrede fra et område i det sydlige Kina, som de selv kalder Chhingluing. Om denne del af Mizos tidligste historie er sand eller ej er dog omtvistet. Det er dog beviseligt, at Mizos kom fra øst, og at deres oprindelsesområde har ligget i Mekong-dalen. I løbet af cirka 200 år, med begyndelse omkring 1500-tallet, levede folket i det, som i dag er Burma på et sted, som hedder Legtlang. Det var i denne periode at en splittelse af folket i flere understammer blev markant.
Stammer og understammer kendte fra denne tid er Lusei, Ralte, Chawangthu, Khiangte, Hauhnar, Chuange, Chuanthang, Ngete, Punte og Parte. Disse stammer og understammer begyndte deres vandringer i flere faser ind i det, som er nutidens Mizoram omkring 1700-tallets begyndelse og midte. Mulige årsager til disse omfattende folkevandringer var kampe med andre stammer, sult og søgen efter sikrere og frodigere områder at bo i. Under den tidligere del af 1700-tallet kom den første stamme fra Mizos over floden Tiau og bosatte sig i det, som nu er Mizoram, de kaldtes Kukis. Benævnelsen ”Kuki” har dog antaget meget varierende betydninger under årenes løb og forskellige steder i det nordøstlige Indien og Burma. I nutidens Mizoram findes en folkegruppe, som kalder sig for Kukis, og som ikke ser sig selv som Mizos. Men under tidligere tider var benævnelsen Kuki anvendt på samme måde som begrebet Mizo i dag, som et fællesnavn for denne folkegruppe.
De stammer, som i dag kalder sig Mizo, har haft forskellige navne i historiens løb, et fælles navn fandtes dog inden begrebet Mizo; det var Lusei. Men stammernes indbyrdes relationer og de forskellige navne på understammerne er under stadig forandring, beroende på kilde, og endog Mizos selv kan ikke give enkle svar på hvad, de enkelte stammer hed på forskellige tidspunkter eller hvorfor. Konflikter mellem forskellige stammer har ikke været usædvanlige og er endnu i dag ikke helt ukendte. Men til forskel fra tidligere så foregår sådanne konflikter nu med ord og ikke med våben. Det, som gør, at disse stammer kan ses som en samlet folkegruppe, er deres fælles kultur med alt, hvad det indebærer af sprog, traditioner og religion. Animisme var den trosretning, som blev praktiseret inden kristendommen.

## Samfund
Traditionelt boede Mizofolket i byer, oftest oppe på et bjerg. I midten af byen fandtes høvdingens hytte, og alle ungkarle boede kollektivt i en hytte, som kaldtes Zawlbuk. Dette ledte naturligt til en stærk fælles byfølelse og et stort sammenhold.
Da Mizofolket blev kristne, omformedes hele det sociale liv. Den kristne tro har nu en stor betydning for det daglige liv.
I dag lever majoriteten af befolkningen fortsat i byer, men to større stæder er vokset frem: Aizawl, som er delstatens hovedstad med cirka 160.000 indbyggere, og Lunglei. I disse stæder har en velbjerget middelklasse udviklet sig. Denne middelklasse har fået sin uddannelse i andre dele af Indien. Men højere uddannelser tilbydes nu også i delstaten i en højere grad gennem udbygning af Mizoram Universitet i Aizawl. Konceptet med byer, som styres af lokale høvdinge, er helt forsvundet, og af de tidligere så almindelige "Zawlbuks" findes kun en enkelt tilbage. Den fungerer som en turistattraktion. Under de senere år har hele Mizoram genomgået en metamorfose gennem befolkningens voksende uddannelse og i kraft af stigende investeringer fra centralregeringen i Delhis side.

## Geografi
Mizoram er bjergrigt og ligger i et strategisk vigtigt område ved Indiens grænse mod Bangladesh og Burma. Bjergene har en gennemsnitlig højde på 900 m, og den højeste bjergtop er Phawngpui med en højde på 2.210 m. Klimaet påvirkes af monsunen, og temperaturerne er som det laveste omkring 11 °C om vinteren og som det højeste omkring 29 °C om sommeren. Fra maj til september er nedbøren rigelig.

## Økonomi
90% af befolkningen er landbrugere.

## Sprog
De vigtigste sprog er:
- Bengali
- Chakma
- Naga
- Engelsk

23°N 93°Ø / 23°N 93°Ø